# 5386 Bajaja
5386 Bajaja è un asteroide della fascia principale. Scoperto nel 1975, presenta un'orbita caratterizzata da un semiasse maggiore pari a 2,2414916 UA e da un'eccentricità di 0,1388064, inclinata di 9,46388° rispetto all'eclittica.
L'asteroide è dedicato all'astronomo Esteban Bajaja che fu promotore e direttore del primo radiotelescopio in Argentina.